# Cabo de reemplazo
El cabo de reemplazo en las Fuerzas Armadas de España, fue un empleo de carácter temporal instituido en 1994 y declarado a extinguir en 2001. Se otorgaba a los soldados de reemplazo (durante su periodo de servicio militar obligatorio, "la mili") que eran ascendidos a cabo, esto se hacía así para diferenciarlos de los que llegaban a ese mismo empleo en la tropa profesional, en ese caso llamados  cabos profesionales. Su divisa son 2 franjas o líneas rojas (Tierra)/verdes (Aire) con bordes (ribetes) negros; ya desde mucho antes la Armada e Infantería de Marina diferenciaban los empleos obtenidos dentro del reclutamiento forzoso, los galones eran los mismos que los de cabo profesional pero en verde. En los años noventa se comienzan a publicar una serie de convocatorias anuales, para la incorporación al ejército como MPTM (militar profesional de tropa y marinería), los sucesivos ciclos acabarían con el servicio militar obligatorio en España el 31 de diciembre de 2001. A partir de ese momento se pasa a unas Fuerzas Armadas totalmente profesionales.

## Divisas

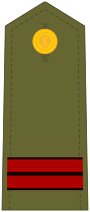
Divisa cabo de reemplazo Ejército de Tierra
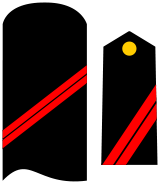
Divisa cabo de reemplazo Armada
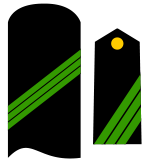
Antigua divisa cabo de reemplazo Armada
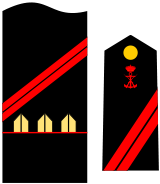
Divisa cabo de reemplazo Infantería de Marina
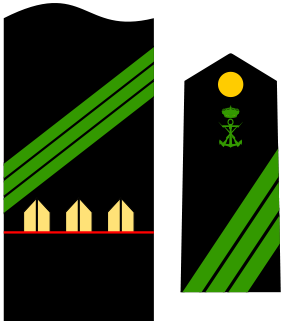
Antigua divisa cabo de reemplazo Infantería de Marina
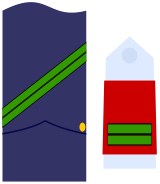
Divisa cabo de reemplazo Ejército del Aire